# 2008年北京オリンピックのスロバキア選手団
2008年北京オリンピックのスロバキア選手団（2008ねんペキンオリンピックのスロバキアせんしゅだん）は、2008年8月8日から8月24日にかけて中国の北京を主として開催された2008年北京オリンピックのスロバキア選手団、およびその競技結果。

## 概要
今大会は金メダル3個、銀メダル3個、合計6個のメダルを獲得した。

## メダル
| メダル | 選手名                                                                              | 競技       | 種目                      |
| ------ | ----------------------------------------------------------------------------------- | ---------- | ------------------------- |
| 金     | ミハル・マルティカン                                                                | カヌー     | 男子C1人乗り              |
| 金     | パヴォル・ホッホショルナー ペーター・ホッホショルナー                               | カヌー     | 男子C2人乗り              |
| 金     | エレーナ・カリスカ                                                                  | カヌー     | 女子K1人乗り              |
| 銀     | ダビッド・ムスルベス                                                                | レスリング | 男子フリースタイル120kg級 |
| 銀     | ズザナ・ステフェツェコバ                                                            | 射撃       | 女子トラップ              |
| 銀     | リヒャルト・リズドルファー ミハル・リズドルファー エリック・ウルチェク ユライ・タル | カヌー     | 男子K4人乗り1000m         |

## テニス
- 男子
  - ドミニク・フルバティ - シングルス2回戦敗退
- 女子
  - ドミニカ・チブルコバ - シングルス3回戦敗退
  - ダニエラ・ハンチュコバ - シングルス2回戦敗退、ダブルス1回戦敗退
  - ヤネッテ・フサロバ - ダブルス1回戦敗退

## レスリング
- 男子
  - ダビッド・ムスルベス - フリースタイル120kg級銅メダル

## 自転車
- 男子個人ロードレース
- 男子個人タイムトライアル